# 북서캅카스어족
북서캅카스어족(Northwest Caucasian languages)은 캅카스 북서부에서 사용되는 여러 언어들로 이루어진 어족이다. 러시아의 아디게야 공화국, 카바르디노발카리야 공화국, 카라차예보체르케스카야 공화국 및 미승인 국가가 위치한 압하지야를 비롯하여, 오늘날 튀르키예나 중동 등지에 많이 분포하고 있는 해당 지역 출신자들의 디아스포라에서도 사용된다. 인근의 북동캅카스어족 등과 함께 캅카스 제어의 일종으로 분류되기도 한다. UNESCO의 분류에 따르면 현재 북서캅카스어족의 모든 언어가 상당한 사멸 위기에 놓여있으며, 특히 우비흐어는 1990년대에 이미 사멸하였다. 체르케스 언어의 화자 수가 가장 많다.

## 음운
북서캅카스어족의 언어들은 자음이 매우 다양한 데 반해 모음은 이와 대비되게 2, 3가지에 불과하다는 점을 공통적인 음운 특징으로 가진다. 어떤 학자들은 이러한 특징이 과거에 모음이 앞에 나온 자음과 합쳐져 줄어들면서 생긴 것이라고 추정한다. 예를 들어 오늘날의 북서캅카스어족에는 존재하지 않는 모음인 */i/와 */u/가 고대에 앞의 자음을 각각 경구개음화, 순음화시키며 사라졌다는 것이다.

## 문법
명사 체계는 비교적 단순하여 대부분 5개를 넘지 않는 격을 가졌으나, 동사는 많은 접사와 함께 복잡한 교착어적 특징을 보인다. 문장은 보통 동사가 마지막에 오고 명사보다 명사절이 먼저 오는 좌분지(left-branching) 언어였다.

## 계통
많은 어휘가 단음절로 되어 있고 동음이의어가 많은 등 몇가지 독특한 특징들이 있어 언어학적 분석을 어렵게 만들고 있다. 한편 일부 학자들은 다른 어족들과의 상위 관계를 추측하는 여러 가설을 세우기도 하는데, 인근의 북동캅카스어족과 자주 함께 묶이는 경향이 있으며 더 나아가서는 인정되지 않는 소수설인 데네캅카스어족에 속한다는 가설이 잘 알려져 있다. 이외에 히타이트어가 아나톨리아에 들어오기 전에 쓰이던 고대 하티어(Hattic)와 연관되어 있다는 주장도 있다.

## 분류
- 압하스-아바자어파 (아바즈기어파)
  - 아바자어
  - 압하스어
- 체르케스어파
  - 아디게어
  - 카바르디어
- 우비흐어파
  - 우비흐어

## 같이 보기
- 북동캅카스어족
- 북캅카스어족